# Grupo La Mandrágora
La Mandrágora fue un grupo de poetas surrealistas chilenos fundado en 1938 por Braulio Arenas, Teófilo Cid y Enrique Gómez Correa, al que se suma, siendo aún un adolescente, Jorge Cáceres.

## Historia
El colectivo poético, que se había conocido en el Liceo de Hombres de Talca (actual Liceo Abate Molina), se desplegó en los momentos en que se desarrollaba una unidad antifascista en Europa y se formaban los frentes populares en diversos países, como también ocurrió en Chile, adonde llegó al poder Pedro Aguirre Cerda. A contracorriente del realismo y del compromiso social que distinguía la literatura de finales de los años 1930, nace la Mandrágora "proponiéndose incorporar la poesía chilena en las líneas del pensamiento internacional. La posición asumida por este movimiento no es política, sino poética". Posteriormente, en los años 1940, se genera una acompasada separación con el empirismo inicial y se da paso a una interlocución con el surrealismo francés a través de textos personales y manifiestos conjuntos, vínculo que ya había establecido el poeta creacionista Vicente Huidobro.
El compromiso de reintegrarse a la exaltación del inconsciente freudiano, en las conceptuaciones del conde de Lautreamont, de Paul Éluard, de Louis Aragón y de André Bretón, fue el antecedente preliminar en esta nueva etapa de la conformación literaria. A partir de allí, surgieron connotadas discusiones reprobatorias en contra de los criterios establecidos en la poesía moderna, como, por ejemplo, las argumentaciones que se entablaron en torno a la publicación del libro Residencia en la tierra de Pablo Neruda. La crítica a este poemario se mantuvo en los siete números de la revista Mandrágora, que editaba el grupo. Asimismo se enjuició, de manera mordaz, la poética de Vicente Huidobro, quien extrañamente había sido el paradigma naciente de la propuesta de este colectivo de surrealistas.
En este período de reyertas y compromisos substanciales e internacionales, los integrantes de la Mandrágora publicaron la antología poética El A, G, C de la Mandrágora, en la que están incluidos los poetas Braulio Arenas, Enrique Gómez Correa y Jorge Cáceres, pero que no integra a Teófilo Cid, porque, supuestamente, había impugnado la inconsistencia del grupo en sus trazados surrealistas y porque parte de sus comportamientos eran contrarios a la integridad de la norma vanguardista.

## Visión crítica
Respecto a su proceder y contexto, el crítico Bernardo Subercaseaux, sostiene que la Mandrágora, fue “un discurso vanguardista de obturación de la realidad y, como tal, uno de resistencia espiritual, con una lógica artística y no social. Fue una estética surrealista y freudiana asumida rabelaisianamente, sin medias tintas, tras lo cual estaba el intento de una vanguardia radical en lo estético, que estuviera totalmente fuera de la realidad, o que se derramara de tal modo sobre ella hasta hacerla desaparecer”.
Por su parte, Gonzalo Rojas, a quien se le sindicó como miembro periférico del grupo y que después de tomar distancia de este colectivo ahondó su crítica, es más enfático, hoy en día, al afirmar que La Mandrágora fue un entramado antojadizo y endeble: una huevada como ha sostenido en variadas oportunidades.
No obstante, Octavio Paz, en Los hijos del limo, consideraba a este grupo como el único auténticamente surrealista de Latinoamérica.

## La revistaMandrágora
El mismo día del nacimiento del grupo y en el mismo escenario —12 de julio de 1938 a las 18:30 horas en el salón de honor de la Universidad de Chile— se anuncia la revista homónima, que llevará como    subtítulo Poesía, Filosofía, Pintura, Ciencia, Documentos. El comité directivo está integrado, naturalmente, por los tres fundadores y su primer número está fechado: diciembre de 1938, Santiago de Chile.
En total, salieron siete números de la revista, el último en octubre de 1943. Entre los colaboradores, además de los fundadores, figuraron, entre otros, los poetas Gonzalo Rojas, Fernando Onfray, Gustavo Osorio, Jorge Cáceres, Vicente Huidobro, Pablo de Rokha, Ludwig Zeller (también artista visual), los pintor Eugenio Vidaurrázaga y Mario Urzúa, los músicos Renato Jara, Alejandro Gaete y Mario Medina.